# Bululanjang
Bululanjang is een bestuurslaag in het regentschap Gresik van de provincie Oost-Java, Indonesië. Bululanjang telt 1847 inwoners (volkstelling 2010).